# Nicanor de las Alas Pumariño
Nicanor de las Alas-Pumariño y Troncoso de Sotomayor (Avilés, 29 de noviembre de 1870-Oviedo, 4 de julio de 1935) fue un político conservador y escritor asturiano.

## Biografía
Hijo de Ramón de las Alas-Pumariño y de Concepción Troncoso Suárez, su infancia transcurrió en Oviedo, adonde su familia, una de las más influyentes y aristocráticas de la época, se había trasladado cuando él era niño. 
Estudió Derecho en la Facultad de Derecho de la Universidad de Oviedo donde se licenció en 1891. En 1895 abrió un bufete de abogados en Oviedo hasta 1903, que se trasladó a Madrid para ejercer la política.
Junto con su actividad de abogado compaginaba la profesión de articulista bajo el pseudónimo de «Tronzadillo» en el periódico El Liberal Asturiano. Una vez fijada su residencia en Madrid siguió enviando artículos a los periódicos asturianos ampliando además a colaboraciones con periódicos de Madrid.
En abril de 1900 se casa en primeras nupcias con María de Belén Montes Secades que muere en 1922. En 1931 se vuelve a casar en segundas nupcias con María del Amparo García Duarte, avilesina, hija del conocido fotógrafo Ramón García Duarte.

## Carrera política
En 1900 accedió al cargo de secretario letrado del Banco Asturiano de Industria y Comercio e inició su andadura política. En 1906 se presentó a las elecciones para diputados a Cortes por el partido liberal obteniendo el escaño por Ocaña, Toledo. Este escaño sin embargo no lo pudo ocupar debido al cambio de gobierno y la realización de un nuevo sufragio.
Entre 1907 y 1910 fue diputado por el partido conservador representando al concejo de Belmonte de Miranda. Fue senador por Asturias y diputado por Oviedo y Villaviciosa.
A partir de 1914 ocupa diferentes cargos oficiales:
- En 1914, director general de Comercio, Industria y Trabajo.
- En 1915, director general de lo Contencioso del Estado.
- En 1916, miembro de la Junta Central de Subsistencias.
- En 1917, comisario regio de Pósitos.
- En 1919, director general de Comunicaciones.
- En 1921 fue nombrado subsecretario de Fomento si bien no toma posesión de este cargo.

Su carrera parlamentaria se vio cortada en 1923 por la dictadura del general Primo de Rivera, si bien al pertenecer al partido conservador se unió la asamblea nacional desde Oviedo en dónde había trasladado su residencia.
En 1927 fue nombrado presidente de la Diputación Provincial. En este periodo promovió el Hospital-Manicomio y la Casa de Caridad de Oviedo.
En 1931 al instaurarse la república abandono la política.
En 1933 no logró ser nombrado vocal del Tribunal de Garantías Constitucionales.
En 1934 sustenta el cargo de gerente del Banco Asturiano de Industria y Comercio. Durante la revolución de octubre del 34 en Asturias su casa es incendiada y él es detenido mientras dura la revuelta.
El rey Víctor Manuel III de Italia le condecoró con la gran-cruz de la Orden de la Corona de Italia por su labor en el tratado de comercio de 1915.

## Obra literaria
Escribió la siguiente obra:
- Verdadero regionalismo asturiano, Oviedo, 1918.[2]